# Olympische Sommerspiele 1936/Rudern – Vierer mit Steuermann
Die Ruderregatta im Vierer mit Steuermann bei den Olympischen Sommerspielen 1936 fand vom 12. bis 14. August auf der Regattastrecke Berlin-Grünau statt.
Vor dem Wettkampf galt das Schweizer Boot, das vom Zürcher Ruderclub vertreten wurde, als Favorit auf den Olympiasieg. Ihren Vorlauf konnte die Crew als Erste beenden und sich neben den Niederländern und den Deutschen direkt für das Finale qualifizieren. Die Halbfinalläufe gewannen Frankreich, Ungarn und Dänemark, die dadurch ins Finale einzogen, obwohl die Zeiten der Amerikaner und Uruguayer im Vorlauf der Franzosen deutlich besser waren als die von Ungarn und Dänemark.
Im Finale führten zunächst die Schweizer das Rennen an, wurden jedoch nach ungefähr der Hälfte des Rennens von den Deutschen überholt. Das deutsche Boot, vertreten durch den Mannheimer Ruderverein Amicitia von 1876, hielt die Führungsposition und konnte somit den Titel von 1932 verteidigen. Die Schweizer hielten ihren zweiten Platz und sicherten sich Silber. Im Kampf um die Bronzemedaille gab es einen knappen Dreikampf zwischen Ungarn, den Niederlanden und Frankreich, welchen die Franzosen gewannen. Steuermann im französischen Vierer war Noël Vandernotte, der zum Zeitpunkt des Finales erst 12 Jahre und 233 Tage alt war. Auch sein Vater Fernand Vandernotte und sein Onkel Marcel waren Teil der Crew.

## Zeitplan
| Datum           | Runde      |
| --------------- | ---------- |
| 12. August 1936 | Vorläufe   |
| 13. August 1936 | Halbfinale |
| 14. August 1936 | Finale     |

## Vorläufe
Die Siegerboote aus jedem Vorlauf qualifizierten sich direkt für das Finale. Alle weiteren Boote mussten im Halbfinale antreten.

### Vorlauf 1
| Rang | Nation           | Athleten                                                                                  | Zeit (min) |
| ---- | ---------------- | ----------------------------------------------------------------------------------------- | ---------- |
| 1    | Niederlande      | Mak Schoorl Hotse Bartlema Flip Regout Simon de Wit Gerard Hallie                         | 6:59,0     |
| 2    | Brasilien        | Nelson Ribeiro Álvaro de Sá Freire José de Campos Wilson de Freitas Henrique Camargo      | 7:01,3     |
| 3    | Japan            | Chikara Shirasaka Taichi Yamada Takashi Hatakeyama Yoichi Endo Taro Teshima               | 7:03,2     |
| 4    | Dänemark         | Hans Mikkelsen Gunnar Ibsen Sørensen Flemming Jensen Svend Aage Holm Sørensen Aage Jensen | 7:04,5     |
| 5    | Tschechoslowakei | František Maloň Alfred Lerbretier Jan Matoušek Jaroslav Mysliveček Josef Jabor            | 7:04,7     |
| 6    | Schweden         | Erik Johansson Carl Sjöblom Lars Larsson Harry Sköld Sven Tisell                          | 7:21,5     |

### Vorlauf 2
| Rang | Nation             | Athleten                                                                                           | Zeit (min) |
| ---- | ------------------ | -------------------------------------------------------------------------------------------------- | ---------- |
| 1    | Deutsches Reich    | Hans Maier Walter Volle Ernst Gaber Paul Söllner Fritz Bauer                                       | 6:41,1     |
| 2    | Frankreich         | Fernand Vandernotte Marcel Vandernotte Jean Cosmat Marcel Chauvigné Noël Vandernotte               | 6:45,0     |
| 3    | Jugoslawien        | Stipe Krnčević Rade Sunara Vice Jurišić Ćiril Ban Pavao Ljubičić                                   | 6:50,2     |
| 4    | Vereinigte Staaten | William Haskins Roger Cutler Paul Austin Robert Cutler Edward Bennett                              | 6:50,5     |
| 5    | Polen              | Włodzimierz Zawadzki Bronisław Karwecki Stanisław Kuryłłowicz Witalis Leporowski Jerzy Skolimowski | 6:50,5     |

### Vorlauf 3
| Rang | Nation             | Athleten                                                                        | Zeit (min) |
| ---- | ------------------ | ------------------------------------------------------------------------------- | ---------- |
| 1    | Schweiz            | Hermann Betschart Hans Homberger Alex Homberger Karl Schmid Rolf Spring         | 6:41,9     |
| 2    | Königreich Italien | Valerio Perentin Giliante D’Este Nicolò Vittori Umberto Vittori Renato Petronio | 6:50,2     |
| 3    | Ungarn             | Miklós Mihó Vilmos Éden Ákos Inotay Alajos Szilassy László Molnár               | 6:58,8     |
| 4    | Uruguay            | León Sánchez Juan Andrés Dutra Julio Flebbe Francisco Sunara Isidoro Alonso     | 6:59,8     |
| 5    | Belgien            | René Vingerhoet Harry Peeters Paul Siebels Willy Collet Jean De Rode            | 7:08,5     |

## Halbfinale
Das schnellste Boote aus jedem Lauf qualifizierte sich für das Finale.

### Halbfinale 1
| Rang | Nation           | Athleten                                                                                  | Zeit (min) |
| ---- | ---------------- | ----------------------------------------------------------------------------------------- | ---------- |
| 1    | Dänemark         | Hans Mikkelsen Gunnar Ibsen Sørensen Flemming Jensen Svend Aage Holm Sørensen Aage Jensen | 8:09,1     |
| 2    | Japan            | Chikara Shirasaka Taichi Yamada Takashi Hatakeyama Yoichi Endo Taro Teshima               | 8:14,4     |
| 3    | Tschechoslowakei | František Maloň Alfred Lerbretier Jan Matoušek Jaroslav Mysliveček Josef Jabor            | 8:20,9     |
| 4    | Brasilien        | Nelson Ribeiro Álvaro de Sá Freire José de Campos Wilson de Freitas Henrique Camargo      | 8:26,0     |
| 5    | Schweden         | Erik Johansson Carl Sjöblom Lars Larsson Harry Sköld Sven Tisell                          | 8:34,4     |

### Halbfinale 2
| Rang | Nation             | Athleten                                                                                           | Zeit (min) |
| ---- | ------------------ | -------------------------------------------------------------------------------------------------- | ---------- |
| 1    | Ungarn             | Miklós Mihó Vilmos Éden Ákos Inotay Alajos Szilassy László Molnár                                  | 8:08,4     |
| 2    | Polen              | Włodzimierz Zawadzki Bronisław Karwecki Stanisław Kuryłłowicz Witalis Leporowski Jerzy Skolimowski | 8:12,2     |
| 3    | Königreich Italien | Valerio Perentin Giliante D’Este Nicolò Vittori Umberto Vittori Renato Petronio                    | 8:15,4     |
| 4    | Jugoslawien        | Stipe Krnčević Rade Sunara Vice Jurišić Ćiril Ban Pavao Ljubičić                                   | 8:25,1     |

### Halbfinale 3
| Rang | Nation             | Athleten                                                                             | Zeit (min) |
| ---- | ------------------ | ------------------------------------------------------------------------------------ | ---------- |
| 1    | Frankreich         | Fernand Vandernotte Marcel Vandernotte Jean Cosmat Marcel Chauvigné Noël Vandernotte | 8:00,6     |
| 2    | Vereinigte Staaten | William Haskins Roger Cutler Paul Austin Robert Cutler Edward Bennett                | 8:06,4     |
| 3    | Uruguay            | León Sánchez Juan Andrés Dutra Julio Flebbe Francisco Sunara Isidoro Alonso          | 8:08,3     |
| 4    | Belgien            | René Vingerhoet Harry Peeters Paul Siebels Willy Collet Jean De Rode                 | 8:27,4     |

## Finale
| Rang | Nation          | Athleten                                                                                  | Zeit (min) |
| ---- | --------------- | ----------------------------------------------------------------------------------------- | ---------- |
| 1    | Deutsches Reich | Hans Maier Walter Volle Ernst Gaber Paul Söllner Fritz Bauer                              | 7:16,2     |
| 2    | Schweiz         | Hermann Betschart Hans Homberger Alex Homberger Karl Schmid Rolf Spring                   | 7:24,3     |
| 3    | Frankreich      | Fernand Vandernotte Marcel Vandernotte Jean Cosmat Marcel Chauvigné Noël Vandernotte      | 7:33,3     |
| 4    | Niederlande     | Mak Schoorl Hotse Bartlema Flip Regout Simon de Wit Gerard Hallie                         | 7:34,7     |
| 5    | Ungarn          | Miklós Mihó Vilmos Éden Ákos Inotay Alajos Szilassy László Molnár                         | 7:35,6     |
| 6    | Dänemark        | Hans Mikkelsen Gunnar Ibsen Sørensen Flemming Jensen Svend Aage Holm Sørensen Aage Jensen | 7:40,4     |